# Educación Pintoresca
Educación Pintoresca fue una revista editada en la ciudad española de Madrid entre 1857 y 1859.

## Descripción
La revista, que se editó entre los años 1857 y 1859, salía cuatro veces al mes de la imprenta que Miguel Campo-Redondo regentaba en la madrileña calle de las Huertas. Dirigida a un público infantil —el subtítulo, de hecho, era «publicación para niños»—, incorporaba en sus páginas desde artículos puramente académicos hasta poesía; algunos de los textos iban adornados con grabados de artistas como Joaquín Molina. Entre sus firmas figuraron las de Fernán Caballero, Enrique del Castillo y Alba, Benigno Doncel, Manuel María Flamant, Carlos Frontaura y Vázquez, Juan García Balmaseda, Modesto Infante, Eduardo Irigoyen, José María de Larrea, Gaspar Núñez de Arce, Juana de Olivares, P. J. de la Peña, Emilio Tamarit, Antonio de Trueba y la Quintana y Juan Antonio Viedma.